# Evergestis exoticalis
Evergestis exoticalis là một loài bướm đêm trong họ Crambidae.